# 楊樞 (元朝)
楊樞（1283年—1331年），字伯机，嘉兴路海盐县澉浦人，元朝政治人物、航海家。

## 生平
大德五年（1301年），楊樞被任命为官本船的代理人，前往当时属伊利汗国的波斯湾地区进行贸易活动，抵达印度洋，返航时候遇到伊利汗国亲王合赞派往元朝的使者，将其护送至元大都。大德八年（1304年），他送伊利汗国使团返回，之后率船队抵达忽鲁谟斯，驶入波斯湾。他也成为首位远航至忽鲁谟斯的中国人。至顺二年（1331年）去世。

## 家族
- 祖父：楊發
- 父亲：楊梓